# Grethe Kausland
Grethe Kausland (Horten, 3 luglio 1947 – Oslo, 16 novembre 2007) è stata una cantante e attrice norvegese.
Ha partecipato all'Eurovision Song Contest 1972 con il brano Småting, interpretato insieme a Benny Borg in rappresentanza della Norvegia, classificandosi al quattordicesimo posto.

## Discografia parziale
- 1964 - Grethe gjennom 10 år
- 1978 - A Taste of Grethe Kausland
- 1979 - Grethe synger Lille Grethe
- 1984 - Stay With Me

## Filmografia parziale
Cinema
- Far til fire og onkel Sofus, regia di Alice O'Fredericks e Robert Saaskin (1957)
- Far til fire og ulveungerne, regia di Alice O'Fredericks e Robert Saaskin (1958)
- Ugler i mosen, regia di Ivo Caprino (1959)

Televisione
- D'ække bare, bare Bernt (1996-1997)
- Karl & Co (1997-2000)